# Sicista talgarica
Sicista talgarica (мишівка талгарська) — вид мишоподібних ссавців з родини мишівкових. 

## Морфологічна характеристика
Вид описано на основі філогенетичних методів. Каріотип складається з 32 хромосом (NFa = 56).
За даними Shenbrot et al. (1995), довжина тіла у дорослих 57–73 мм; довжина хвоста 102–113 мм; довжина задньої ступні 17–19 мм. Тварини з білими плямами на горлі та грудях частіше зустрічаються у S. talgarica, ніж у S. terskeica.

## Середовище проживання
Вид проживає в Казахстані. Населяє Заілійський Алатау — Талгар і долина Алматинки; східна межа ареалу невідома; в ареал не входить Джунгарський Алатау.

## Назва
Вид названий на честь типової місцевості.